# Jadranko Prlić
Jadranko Prlić (nacido el 10 de junio de 1959) es un político bosniocroata y antiguo líder del  gobierno de la autoproclamada República croata de Herzeg-Bosnia condenado por el Tribunal Internacional para la ex-Yugoslavia (TPIY) por la comisión masiva de crímenes de guerra así como por episodios criminales de limpieza étnica principalmente contra la población de bosnio musulmanes y también de serbios de Bosnia. Siendo encontrado culpable, se le sentenció a 25 años de encarcelamiento el 29 de mayo de 2013.
El tribunal le halló a él y a otros cinco altos oficiales culpables por su participación en una empresa criminal conjunta, en la que se incluye también al entonces presidente croata Franjo Tuđman, al ministro de defensa Gojko Šušak, y los generales Janko Bobetko y Mate Boban. Tuđman, Šušak, Bobetko y Boban ya habían fallecido antes de ser acusados formalmente en el momento del proceso, todos ellos de causas naturales, los dos primeros enfermos de cáncer.

## Breve biografía
Cerca del año 1982, se unió a la Liga de Comunistas, pero hay discrepancias sobre la fecha original de su afiliación. Según algunos se dice que fue en la década de 1980, y según él fue en 1975, no teniendo en esta última fecha la edad requerida para su ingreso.[cita requerida] En 1987 obtuvo su doctorado de la Facultad de Economía de la Universidad de Sarajevo, para pasar a ejercer como docente. En 1988 alcanzó la alcaldía de la ciudad bosnia de Mostar, y en 1989 fue nombrado vicepresidente ejecutivo del Consejo de Gobierno autónomo de la República Socialista de Bosnia-Herzegovina. Durante las elecciones de 1990, ostentó el cargo de presidente en funciones del gobierno de Bosnia-Herzegovina. A inicios del mes de marzo de 1992, viajó a los Estados Unidos para estudiar la especialidad de economía de mercados, con homologación norteamericana. A su regreso a la ciudad de Mostar, y habiendo estallado la guerra de Bosnia, la ciudad se hallaba bajo el asedio de JNA, y Prlić decidió unirse al Consejo Croata de Defensa (HVO), la fuerza militar de los croatas de Bosnia, y tomar parte activa en las acciones de guerra.

## Acusación
La sentencia del TPIY indica que fue un político con un alto grado de poder en el Consejo Croata de Defensa o HVO a inicios de los 90; según las pruebas, se indica que el responsable político del mismo era Prlić, quien ya disponía para entonces del control y/o poder total sobre la cúpula del gobierno de Herzeg-Bosnia. Entonces, y subsecuentemente, como líder político tendría la facultad dentro del HVO para nombrar o cesar a los responsables y/o comandantes militares y/o civiles que tomasen parte en el conflicto, y/o el cargo para poder detener la comisión de crímenes contra la humanidad. Tendría incluso el poder para cerrar los campos de concentración del HVO.
En el juicio y posterior proceso fue acusado de los siguientes delitos:
- 9 cargos por graves violaciones de las Convenciones de guerra y tratamiento de prisioneros de Ginebra (homicidio intencional, tratos inhumanos (asalto y/o violencia sexual), deportaciones ilegales de población civil, traslado ilegal de civiles, confinamiento ilegal de civiles, tratos inhumanos (por las condiciones de confinamiento), tratos inhumanos, destrucción extensiva de la propiedad, injustificado por orden y/o necesidad militar y llevados a cabo de forma ilegal y sin motivo, robo y apropiación de los enseres y/o bienes privados, injustificados y/o por necesidad militar y llevados a cabo de forma ilegal y sin motivo)

- 9 cargos por graves violaciones de las Convenciones de guerra y tratamiento de prisioneros (tratos inhumanos (tratos degradantes e inhumanos - por las condiciones de confinamiento), trabajos inhumanos y/o forzados; destrucción extensiva de ciudades, poblados y/o zonas residenciales, injustificados por orden y/o necesidad militar y llevados a cabo de forma ilegal y sin motivo; destrucción extensiva de instituciones públicas religiosas y/o educativas, saqueo y/o robo y apropiación de los enseres y/o bienes privados, injustificados y/o por necesidad militar y llevados a cabo de forma ilegal y sin motivo, tratos crueles, robo continuado, saqueo continuado, ataques injustificados a civiles, terrorismo y hostigamiento a civiles indefensos.)

- 8 cargos por crímenes contra la humanidad (persecuciones por ideales políticos, raciales y/o religiosos; asesinato; violación; deportación; actos y/o tratos inhumanos (desplazamiento forzado); encarcelamiento; actos inhumanos (por condiciones de confinamiento), y a consecuencia de ellos, el 29 de mayo de 2013, Prlić fue sentenciado a 25 años de encarcelamiento.[8]

La corte sentenció en su veredicto que el gobierno de Croacia, encabezado por el presidente en esa época; era responsable de ayudar a purgar a República Croata de Herzeg-Bosnia de los ciudadanos no croatas, es decir a aquellos de diferente credo (bosniacos y serbios) aduciendo incluso que, el entonces presidente croata (Franjo Tuđman) creía que la limpieza étnica era una medida necesaria para crear un estado puro étnicamente, para que así formara parte sin inconvenientes de la recién formada República de Croacia. El presidente del jurado, Jean-Claude Antonetti, dijo que las fuerzas armadas nacionales croatas habrían llevado a cabo asesinatos, violaciones y deportaciones en confirmación de apoyo a esa ideología y plan manifiesto. "El crimen no tenía el carácter aleatorio de haber sido cometido por un pelotón de soldados rebeldes. Estos actos eran consecuencia de una directriz o plan... para eliminar permanentemente a la población musulmana de Herceg-Bosnia".
El tribunal además halló a otros cinco altos oficiales bosniocroatas (quienes fueron líderes durante la Guerra Croata-Bosnia) culpables también durante los procesos: el ministro de defensa de República Croata de Herzeg-Bosnia Bruno Stojić (20 años en prisión), los líderes militares Slobodan Praljak (20 años) y Milivoj Petković (20 años), el comandante de la policía militar de Herzeg-Bosnia (HVO) Valentin Ćorić (20 años) y el coordinador de intercambios de prisioneros y de locaciones de retención Berislav Pušić (16 años).